# Дашківці (Старосинявська селищна громада)
Дашкі́вці — село в Україні, у Старосинявській селищній громаді Хмельницького району Хмельницької області. Населення становить 225 осіб.

## Історія
7 (20) листопада 1917 року, відповідно до Третього Універсалу Української Центральної Ради, увійшло до складу Української Народної Республіки.
12 червня 2020 року, відповідно до розпорядження Кабінету Міністрів України № 727-р «Про визначення адміністративних центрів та затвердження територій територіальних громад Хмельницької області», увійшло до складу Старосинявської селищної громади.
19 липня 2020 року, в результаті адміністративно-територіальної реформи та ліквідації Старосинявського району, село увійшло до складу новоутвореного Хмельницького району.
У березні 2025 року місцева релігійна громада церкви Олександра Невського вийшла з підпорядкування Московському патріархату й приєдналася до Православої церкви України.

## Населення

### Мова
Розподіл населення за рідною мовою за даними перепису 2001 року:
| Мова       | Кількість | Відсоток |
| ---------- | --------- | -------- |
| українська | 222       | 98.67 %  |
| російська  | 3         | 1.33 %   |
| Усього     | 225       | 100 %    |